# Amt Sundern
Beim Amt Sundern, bis 1906 Amt Allendorf genannt, handelte es sich um ein Amt, das Preußen im 19. Jahrhundert im Zusammenhang mit kommunalen Reformen im Kreis Arnsberg einrichtete. Das Amt bestand bis zum 1. Januar 1975, als es vollständig in der Stadt Sundern (Sauerland) aufging.

## Geschichte

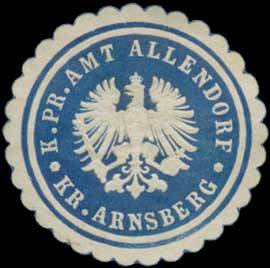
Siegelmarke Amt Allendorf

1826 wurde aus den Schultheißenbezirken Allendorf, Hagen und dem Kirchspiel Stockum mit den Gemeinden Stockum, Endorf und Amecke innerhalb des Kreises Arnsberg die Bürgermeisterei Allendorf gebildet.
Im Rahmen der Einführung der Landgemeindeordnung von 1841 für die Provinz Westfalen wurde 1843 im Kreis Arnsberg aus der Bürgermeisterei Allendorf  das Amt Allendorf gebildet.
1845 kam die Gemeinde Sundern aus dem aufgelösten Amt Hellefeld zum Amt hinzu. 1906 wurde der Amtssitz nach Sundern verlegt und das Amt in Amt Sundern umbenannt. Am 1. Juli 1952 wurde das Amt um die Gemeinde Westenfeld aus dem Amt Freienohl erweitert.
Das Amt umfasste seitdem acht Gemeinden:
- Allendorf
- Amecke
- Endorf
- Hagen
- Stockum
- Sundern (Sauerland)
- Westenfeld
- Wildewiese

1961 hatte das Amt bei einer Fläche von 133,9 km² eine Einwohnerzahl von 13.221 Menschen.
Das Amt Sundern wurde zum 1. Januar 1975 durch das Sauerland/Paderborn-Gesetz aufgelöst. Seine Gemeinden wurde alle Teil der neuen Stadt Sundern (Sauerland) im Hochsauerlandkreis.

### Wappen
|  | Blasonierung Unter einem silbernen, mit einem durchgehenden schwarzen Kreuz belegten Schildhaupt in Blau eine silberne siebenblättrige Eiche auf silbernem, mit einem schwarzen Mühlrad belegten Dreiberg. Beschreibung Die Siebenzahl der Eichenblätter symbolisiert die sieben Gemeinden im Amt. Das Mühlrad steht für die industrielle Prägung des Amtssitzes in Sundern. Das schwarze Kreuz erinnert an die früheren Landesherrn, die Kurfürsten von Köln, während die Farben Blau und Silber Kennzeichen der Grafen von Arnsberg waren, die bis zum 14. Jahrhundert Landesherren waren. Die amtliche Genehmigung des Wappens erfolgte am 21. April 1961. |